# Batek jezik
Batek jezik (ISO 639-3: btq; bateg, bateq, batok, kleb, nong, tomo), austroazijski jezik kojim govori oko 1 000 ljudi (2006) u malezijskim državama Pahang, Kelantan i Trengganu.
Pripada užoj aslijskoj skupini mon-khmerskih jezika. Ima više dijalekata batek teq (teq), batek de’ (deq), batek iga i batek nong (nong). Deq i nong sui možda posebni jezici.

## Vanjske poveznice
- Ethnologue (14th)
- Ethnologue (15th)